# Urosaurus clarionensis
Urosaurus clarionensis là một loài thằn lằn trong họ Phrynosomatidae. Loài này được Townsend mô tả khoa học đầu tiên năm 1890.